# Фрітц Таулов
Фрітц Та́улов (Frits Thaulow; *1847, Кристіанія — †5 листопада 1906, Нідерланди) —  норвезький живописець-імпресіоніст, засновник школи норвезького пленерного живопису.

## Біографія
Фрітц Таулов народився у 1847 році в Осло (тоді Кристіанія).
У 1870-72 рр. навчався живопису у Копенгагенській Академії мистецтв.
У наступні 1873-75 роки він працював у Баденській школі мистецтв у Карлсруе під керівництвом відомого норвезького живописця Ханса Ґуде (Hans Gude).
Потому Ф.Таулов жив переважно у Парижі (Франція), відчувши значний вплив французького імпресіонізму. 
До Норвегії митець повернувся у 1880 році, де став однією з найвизначніших провідних фігур норвезького образотворчого мистецтва. У 1882 році разом з іншими норвезькими митцями — Кристіаном Крогом (Christian Krohg) і Еріком Вереншьолем (Erik Werenskiold) Фрітц Таулов узяв участь в організації першої норвезької «Виставки національного мистецтва» (також відома під назвою Høstutstillingen «Осінній показ»).
На схилі життя Таулов повернувся до Франції. Помер митець 5 листопада 1906 року в Нідерландах.

## Творчість і картини
Картини Фрітца Таулова проникнуті ніжними почуттями, відчувається вплив французького іпресіонізму. Здебільшого митець писав пейзажі, як рідної Норвегії, так і європейських країн і міст, які відвідував. 
Картини Ф.Таулова зберігаються в Національній галереї Норвегії (37 робіт), інших музеях світу, в т.ч. і в Україні — в Музеї мистецтв імені Богдана та Варвари Ханенків (кол. Державний музей західного і східного мистецтв) в Києві, дві картини у Музеї західного і східного мистецтва в Одесі ("Струмок", "Вечір").

## Обрана галерея творів

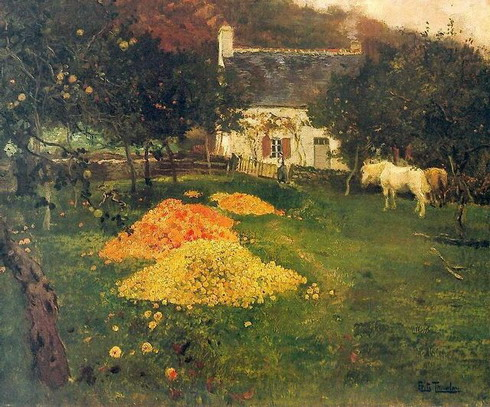
«Фруктовий сад і збори яблук»

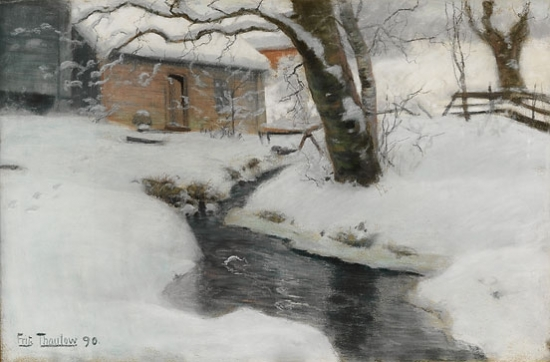
«Норвезький зимовий пейзаж» (Norsk vinterlandskap), 1890
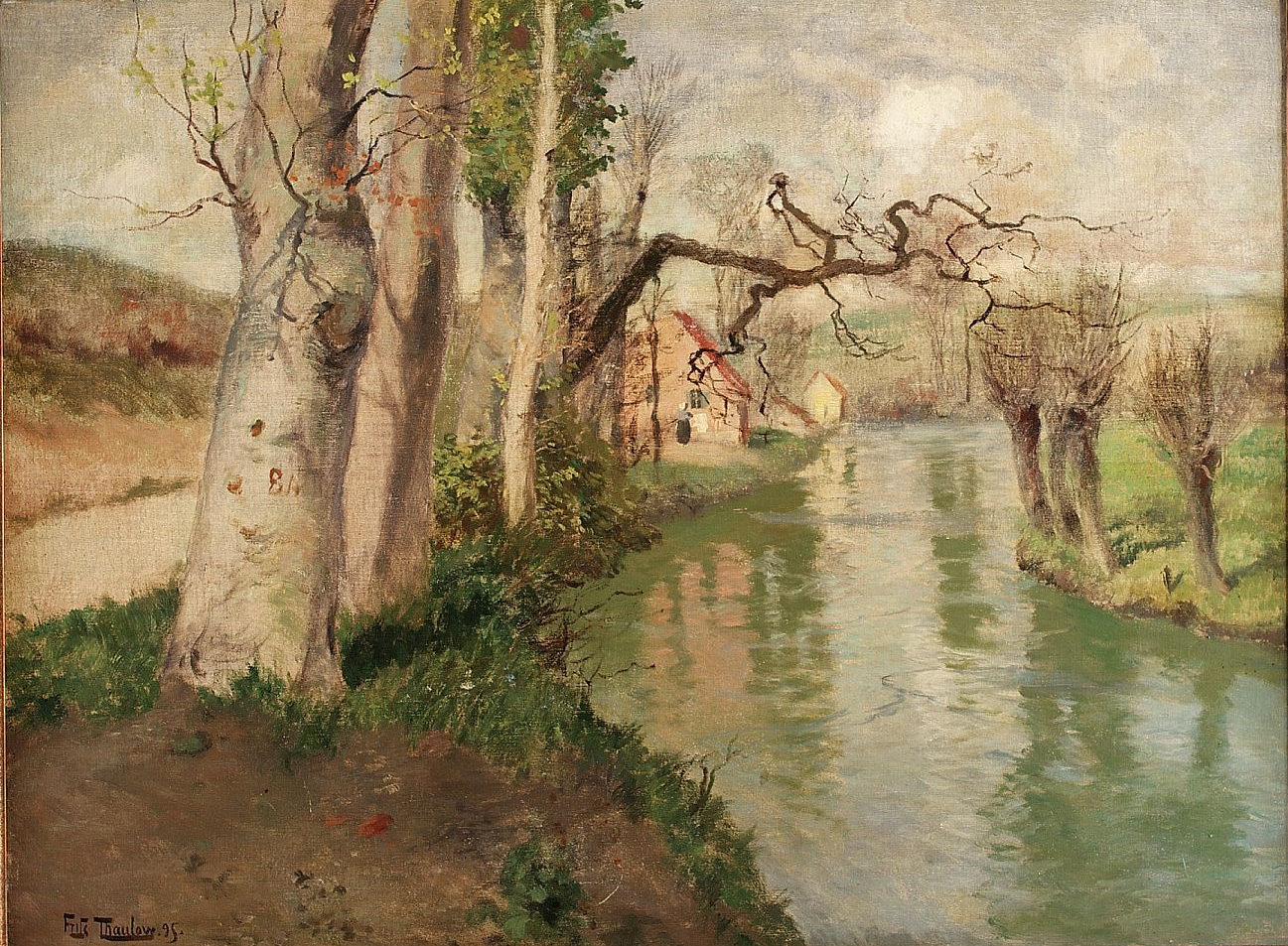
«(Пейзаж) Дьєппа з річкою Аргез» (Fra Dieppe med elven Arques), 1895
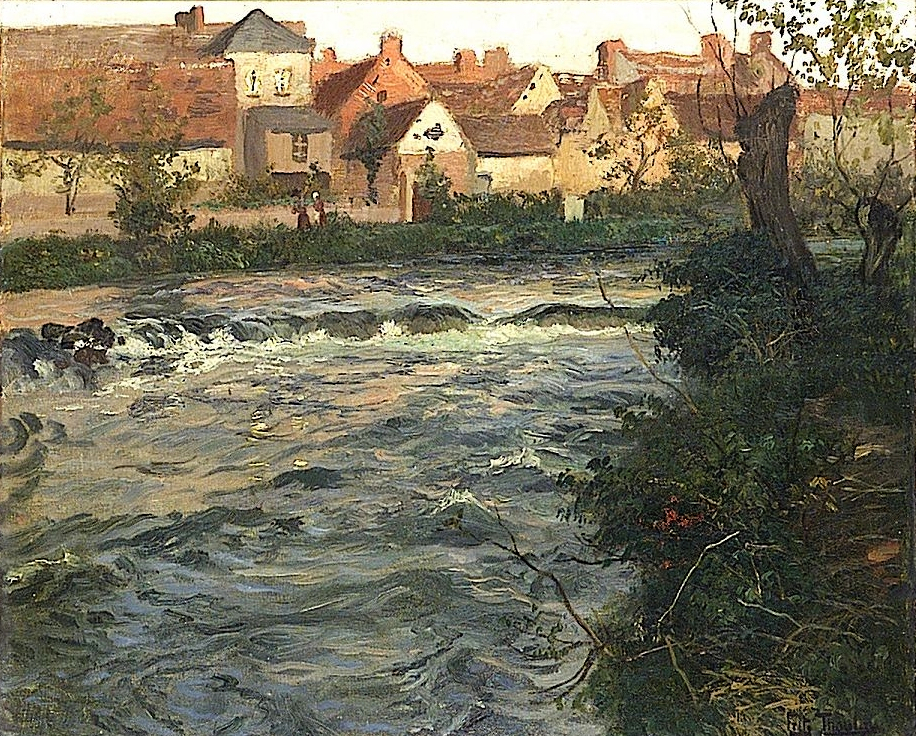
«Пейзаж на березі» (Paysage et riviere), 1890-і рр.
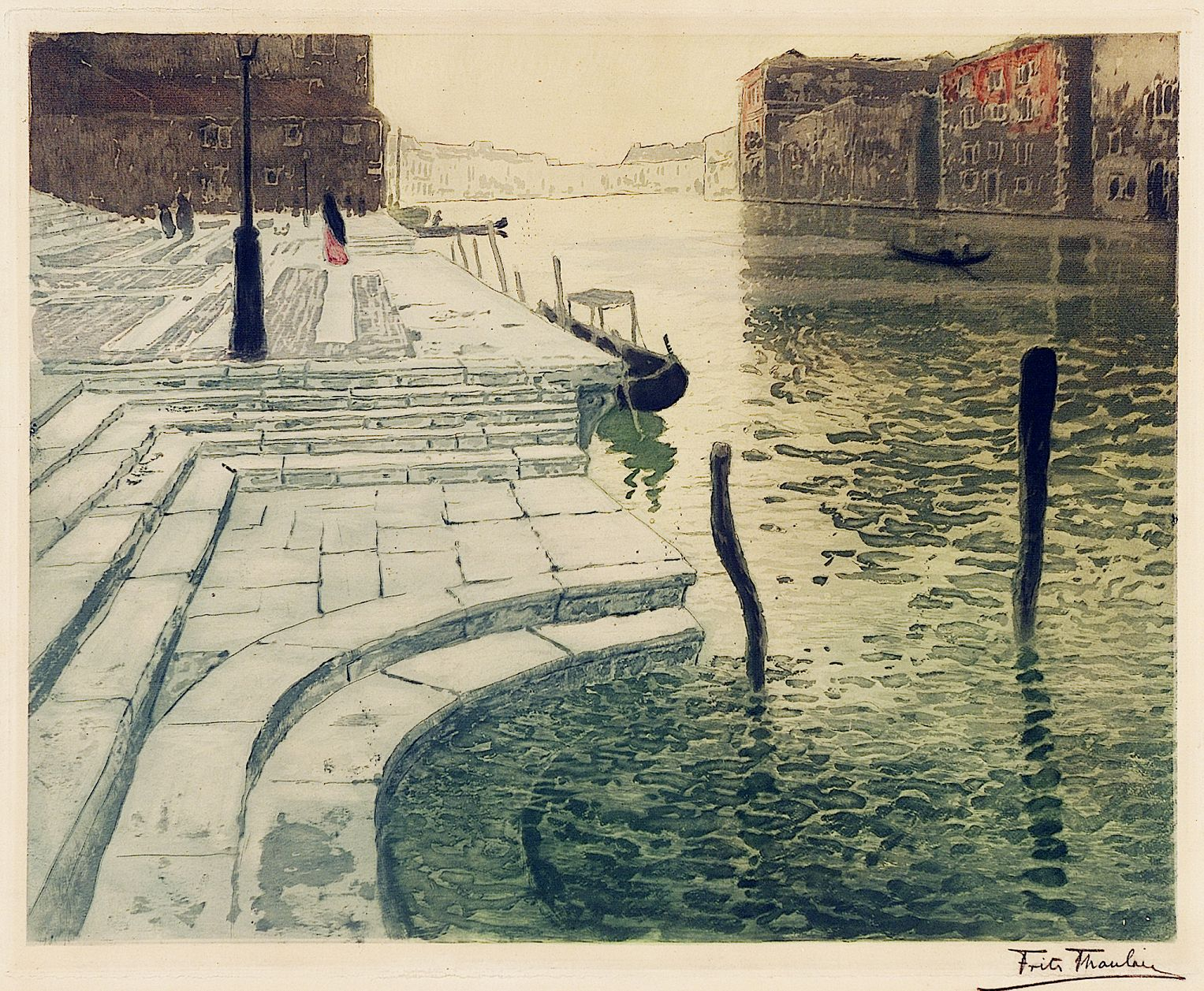
«Мармурові сходи» (Marmortrappen), 1903

## Виноски
1. ↑  Romantik — Vandenhoeck & Ruprecht, 2012. — ISSN 2246-2945; 2245-599X
2. 1 2  Norsk biografisk leksikon — Kunnskapsforlaget. — ISSN 2464-1502
3. ↑  https://collections.frick.org/people/1347/frits-thaulow/objects
4. ↑  https://www.fine-arts-museum.be/nl/de-collectie/artist/thaulow-frits-1
5. ↑  Музей мистецтва Метрополітен — 1870.
6. ↑  Haverkamp, Frode (in Norwegian). Hans Fredrik Gude: From National Romanticism to Realism in Landscape. trans. Joan Fuglesang
7. ↑  Одесский музей западного и восточного искусства. Отдел западно-европейского искусства (Живопись, скульптура). Каталог. Киев: "Мистецтво", 1972